# سیارک ۲۱۷۰۳
سیارک ۲۱۷۰۳ (به انگلیسی: 21703 Shravanimikk، نامگذاری:1999RM73) بیست و یک هزار و هفتصد و سومین سیارک کشف شده‌است که در ۷ سپتامبر ۱۹۹۹ کشف شد.
قدر مطلق سیارک برابر ۱۵.۵ است.